# Huo bao lang zi
Huo bao lang zi – hongkoński film akcji z 1991 roku w reżyserii Wang Lung-wei.
Film zarobił 764 386 dolarów hongkońskich w Hongkongu.

## Obsada
Źródło: Filmweb

- Chien Sun – Big Circle Han
- Ben Lam – Peter
- Keung-Kuen Lai – zbir kupujący lody
- Yuen-Ching Leung
- Jackie Lui Chung-yin
- Chan Sai Teng[2]
- Wah Cheung – członek gangu Hana[2]
- Iwanbao Leung – Ping Wen[2]
- Gwai-chi Tan[2]